# Бут Микола Якович
Мико́ла Я́кович Бу́т (21 квітня 1928, Погожа Криниця Роменського району Сумської області — 17 листопада 1989, Москва) — український художник, лауреат Шевченківської премії 1979 року — разом з Ватченко, Зуєвим, Коротковим, Ривіним, Овечкіним, Прокудо — за комплекс Дніпропетровського історичного музею ім. Д. І. Яворницького. Член Спілки художників з 1964 року.

## Життєпис
1934 року родина переїздить до Таганрога, де Микола пережив і нацистсько-радянську війну. Малювати почав у віці 13-14 років, особливо вдавалися малюнки батальних сцен.
Навчався в 1945—1949 — у Ростовському художньому училищі. Продовжив навчання — в 1949—1953 роках у Московському, у 1953—1957 — у Харківському художніх інститутах. З 1958 року працює в студії військових художників ім. М. Б. Грекова.
Будучи студентом Харківського інституту, узяв участь у конкурсі читців, переміг на обласному рівні, згодом на республіканському конкурсі; на заключному всесоюзному турі в Москві зайняв друге місце та отримав срібну медаль. За результататами конкурсу запрошувався до Київського академічного театру ім. І. Франка, але лишився художником.
1975 року нагороджений дипломом Академії мистецтв СРСР за цикл робіт «Героїчна морська піхота».
Є автором таких картин:
- «Остання контратака захисників Брестської фортеці» — 1959 (дипломна робота, рекомендована на виставку «40 років Збройних Сил СРСР»),
- «Машенька» — 1960,
- «Студентка»,
- «Остання граната» — 1962,
- «В ім'я життя» — 1963—1964,
- «Солдати підземного гарнізону»,
- «Аджимушкайці» — 1964, (про Аджимушкай створив близько 150 творів)
- «Чорноморець» — 1965,
- «Сергійко з Малої Бронної» — 1966,
- «Героїчна морська піхота» — 1975,
- діорама «Сталінградська битва» — 1959—1982, у співавторстві з Віктором Дмитрієвським, Петром Жигимонтом, Петром Мальцевим, Георгієм Марченком, Маратом Самсоновим, Федором Усипенком (перша радянська діорама), за цю роботу нагороджений Почесною медаллю Радянського фонду миру;
- діорама «Битва за Дніпро» для Дніпропетровського історичного музею — 1972—1978; «На землі Буджака» — 1982;
- «Воїн-інтернаціоналіст старший сержант А. Марцинкявічус» — 1984.

Заслужений художник РРФСР — народний художник РРФСР −1980, лауреат міжнародної премії ім. Віта Неєдли — 1972, ЧССР (за цикл картин «Словацьке національне повстання»), заслужений діяч мистецтв Чечено-Інгуської АРСР — 1989.
Ім'я художника носить Керченська картинна галерея, якій Микола Якович подарував 29 своїх творів.